# Djebel Jelloud
Pour les articles homonymes, voir Djebel.

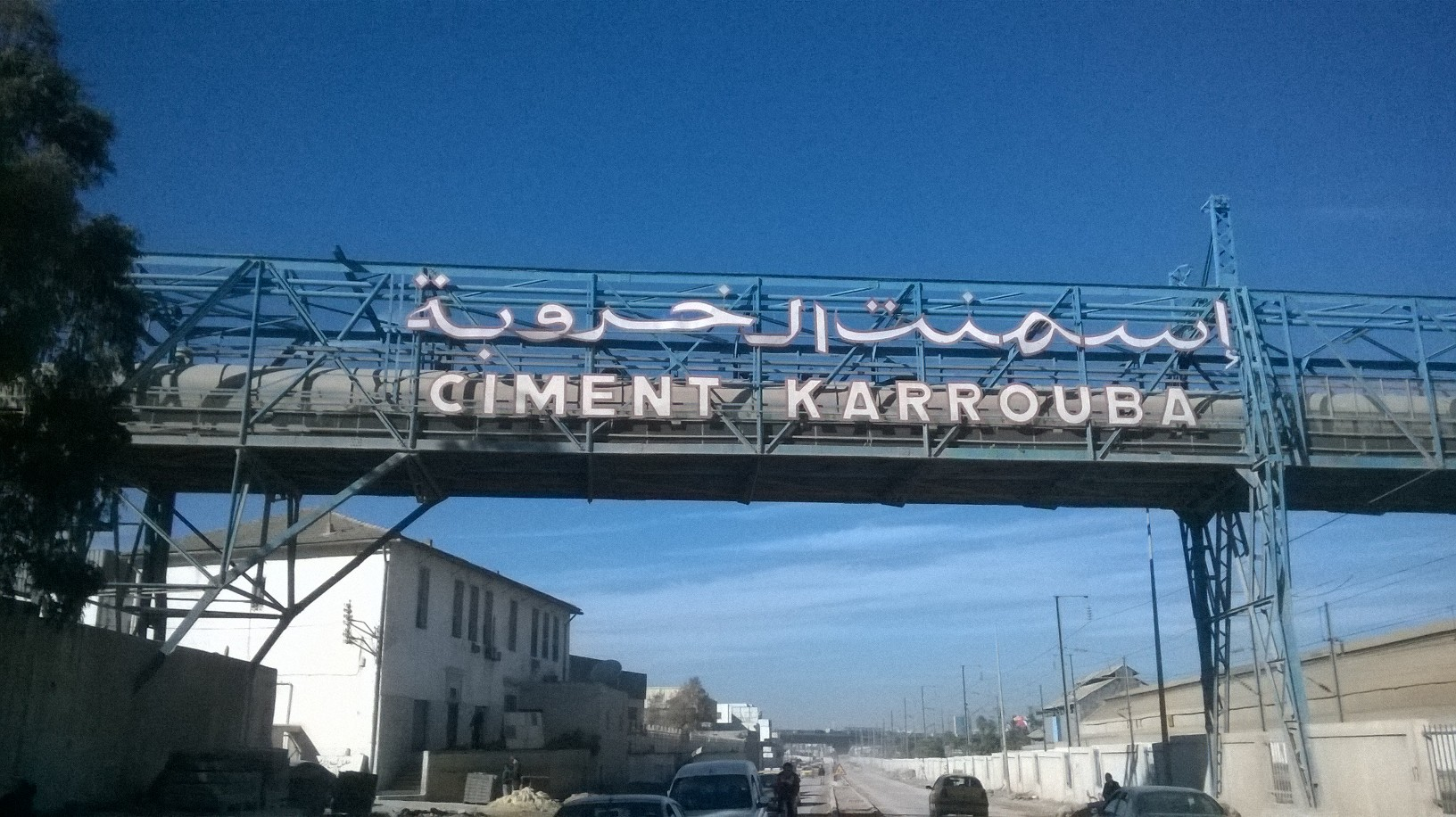
Entrée de la cimenterie de Djebel Jelloud.

Djebel Jelloud ou Jbel Jelloud (arabe : جبل جلود) est un quartier du sud de Tunis.

## Histoire
Il s'agit de la ville la plus industrielle de Tunisie car plus de 50 % de la population active travaille dans ce secteur. En effet, à partir de la période coloniale (1881-1956) s'est développé un tissu économique dominé par l'industrie lourde : la plus grande cimenterie du pays y est implantée à proximité d'une usine de traitement des phosphates. La proximité du port de Radès et du principal axe de transport vers le sud (RN1, autoroute A1 et voie ferrée Tunis-Sousse) a favorisé cette implantation.

## Administration
Rattaché administrativement au gouvernorat de Tunis, il est à la tête d'une délégation de 26 490 habitants en 2004 tandis que la ville elle-même abrite une population de 3 139 habitants. Elle est en effet agglomérée aux cités de Sidi Fathallah, El Garjouma, Ali Bach-Hamba, Essebkha et El Fath.

## Culture
Le film Fatahallah TV, qui suit pendant dix ans la destinée de quatre musiciens du quartier de Djebel Jelloud de 2010 à 2019, est tourné sur place.

## Sport
Le quartier dispose d'installations sportives, comme le stade Moncef-Belkhir, qui accueille la principale équipe de football, l'Union sportive de Djebel Jelloud.

## Personnalités
- Chokri Belaïd, avocat et homme politique assassiné[4].